# Guînes (gemeente)
Guînes (Nederlands: Giezene) is een gemeente in het Franse departement Pas-de-Calais (regio Hauts-de-France). De gemeente maakt deel uit van het arrondissement Calais. Guînes telde op 1 januari 2022 5.508 inwoners.

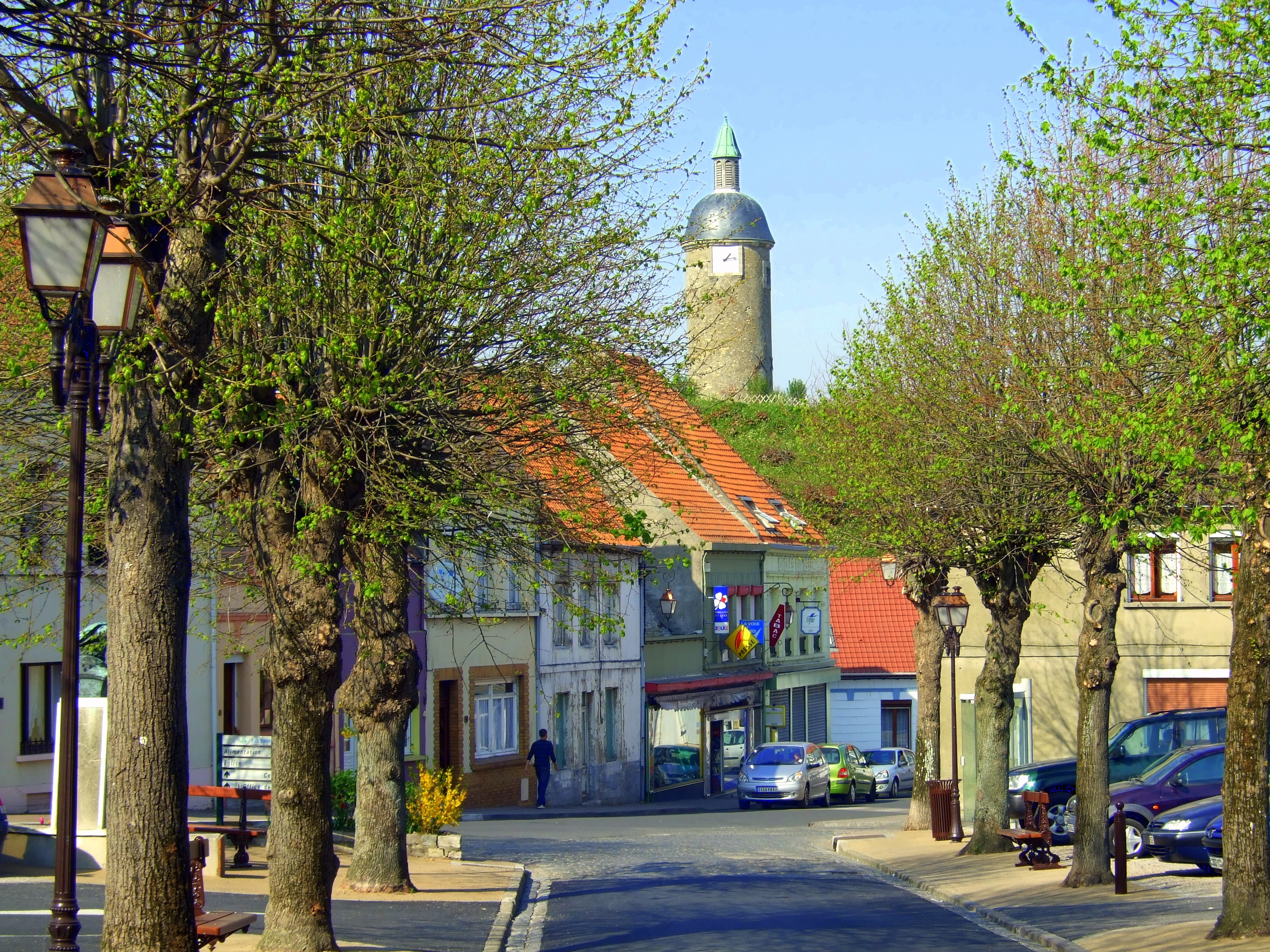
De Place des Tilleuls; op de achtergrond de Tour de l'Horloge uit 1763

## Naam
In het begin van de negende eeuw wordt de plaats vermeld als Gisna. In de huidige spelling wijst het accent op de letter "î" nog op de weggevallen letter "s". Dat had men echter niet begrepen toen men in de twintigste eeuw Vlaamse namen voor de streek (re)construeerde. Er werd daarentegen uitgegaan van de observatie in dat een Franse "gui" vaak van een ouder "wi" afkomstig was, waardoor de foutieve naamreconstructie Wijnen ontstond. 
De naam van de plaats luidt in het Frans-Vlaams: Giezene .

## Geschiedenis
In de tiende eeuw vielen Vikingen de streek binnen. Siegfried I van Guînes vestigde zich rond 928 in Guînes en werd hier door graaf Arnulf I van Vlaanderen als vazal erkend. Guînes, hoofdplaats van het Graafschap Guînes, kende de volgende eeuwen zijn bloeiperiode.
In 1352 viel het kasteel van Guînes aan de Engelse belegeraar en met het Verdrag van Brétigny ging Guînes in 1360 officieel naar de Engelsen. In 1558 werd de stad weer door de Fransen ingenomen en hertog Frans van Guise liet het kasteel en de vesting slopen.

## Geografie
De oppervlakte van Guînes bedroeg op 1 januari 2022 26,42 vierkante kilometer; de bevolkingsdichtheid was toen 208,5 inwoners per km². Het landschap varieert van vlak broekland in het noorden naar het begin van de Artesische heuvels in het zuiden. In het noorden van de gemeente ligt het gehucht Marais de Guînes.

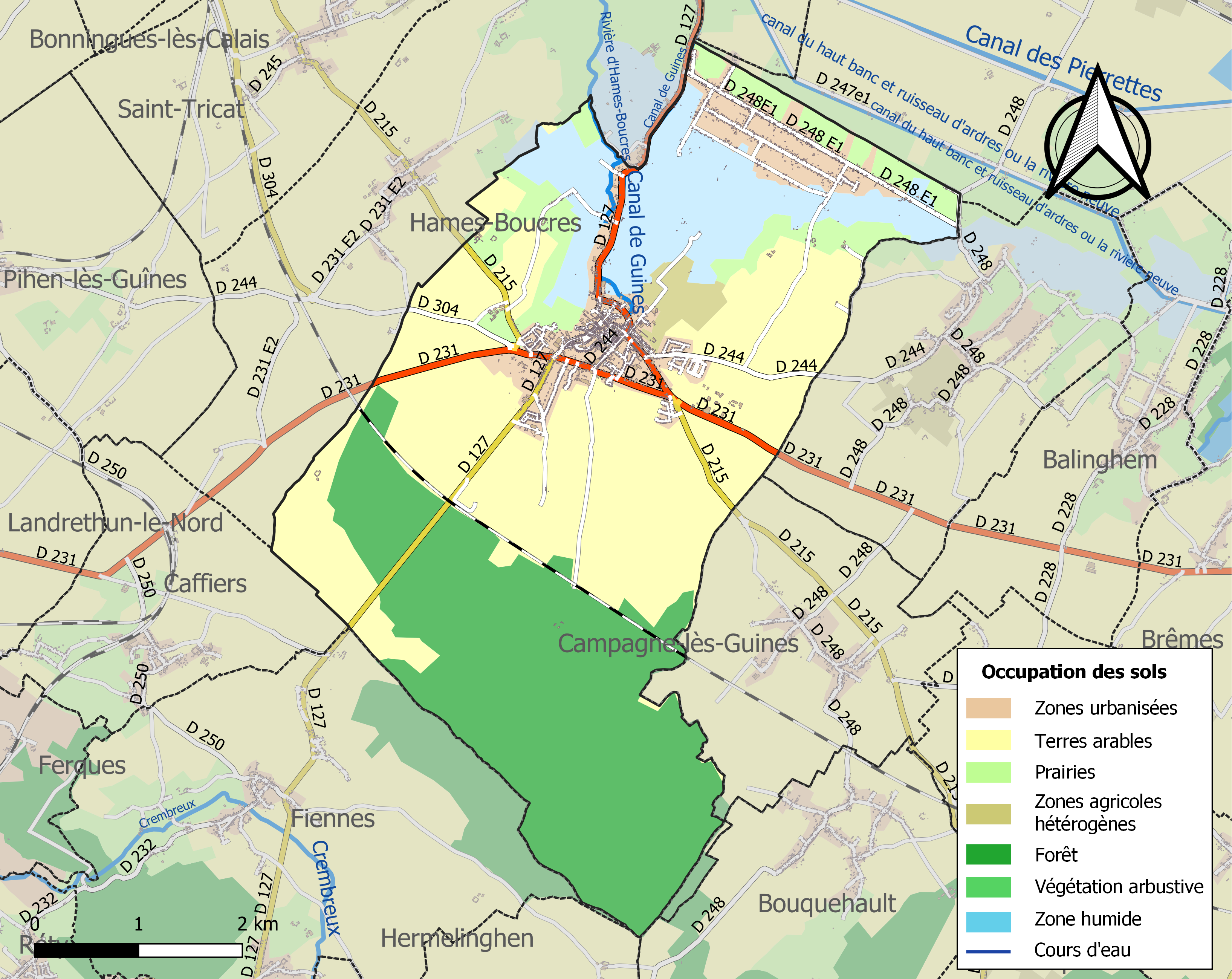
Kaart van de gemeente met belangrijkste infrastructuur, bodemgebruik en omliggende gemeenten

## Bezienswaardigheden

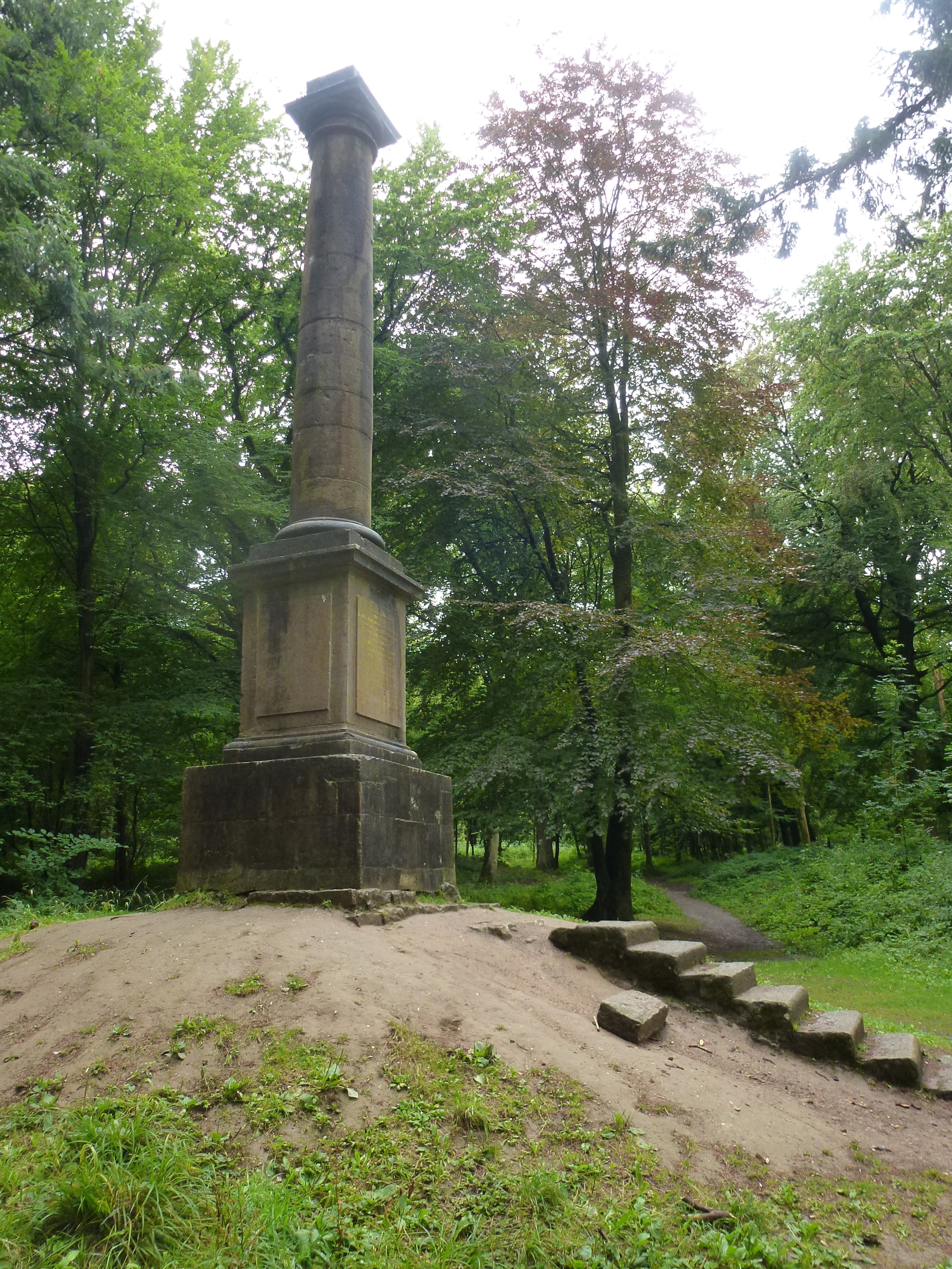
De Colonne Blanchard

- De Colonne Blanchard, een gedenkzuil uit 1785 genoemd naar Jean Pierre Blanchard. Het monument herdenkt de eerste oversteek per luchtballon over Het Kanaal op 7 januari 1785. De gedenkkolom werd ingeschreven als monument historique in 1972.
- De Église Saint-Pierre-aux-Liens. De 18de-eeuwse koorstoelen en de preekstoel uit 1706 werd in 1976 geklasseerd als monument historique. Een 16de-eeuws schilderij van de Aanbidding der Koningen werd in 1978 geklasseerd. Het orgel uit 1873 werd in 1996 geklasseerd.
- Op de gemeentelijke begraafplaats van Guînes bevinden zich 7 Britse en 1 Pools oorlogsgraf uit de Tweede Wereldoorlog en een Frans militair perk.
- De klokkentoren uit 1763 op de oude motte. De klok uit 1634 werd in 1943 geklasseerd als monument historique.

## Partnersteden
- Kluisbergen (BEL)

## Demografie
Onderstaande figuur toont het verloop van het inwonertal (bron: INSEE-tellingen).

## Geboren
- Gaston Borch (1871 - 1926), componist, arrangeur, dirigent, cellist en schrijver